# Championnat de Bonaire de football 2015-2016
Navigation
Saison précédente Saison suivante
La saison 2015-2016 du Championnat de Bonaire de football est la quatrième édition du Kampionato, le championnat de première division à Bonaire. Les neuf équipes de l'île sont regroupées au sein d’une poule unique où elles s’affrontent au cours de plusieurs phases, avec des qualifications successives, jusqu'à la finale nationale. Du fait du faible nombre de formations, il n'y a qu'une seule division et aucun système de promotion-relégation en fin de saison.
C'est le club de l'Atlétiko Flamingo qui est sacré cette saison après avoir battu le Real Rincon en finale. Il s’agit du tout premier titre de champion de Bonaire de l’histoire du club.

## Les clubs participants
- SV Juventus
- Real Rincon
- SV Uruguay
- SV Estrellas
- SV Vespo
- Atlétiko Flamingo
- SV Vitesse
- Atlétiko Terra Kora
- Arriba Perú

## Compétition
Le barème utilisé pour établir le classement est le suivant :
- Victoire : 3 points
- Match nul : 1 point
- Défaite : 0 point

### Saison régulière
- Classements et résultats non disponibles

### Buelta di 6
| Rang | Équipe            | Pts | J | G | N | P | Bp | Bc | Diff |
| ---- | ----------------- | --- | - | - | - | - | -- | -- | ---- |
| 1    | Real RinconT      | 10  | 5 | 3 | 1 | 1 | 9  | 5  | +4   |
| 2    | Atlétiko Flamingo | 10  | 5 | 3 | 1 | 1 | 7  | 5  | +2   |
| 3    | SV Juventus       | 8   | 5 | 2 | 2 | 1 | 8  | 4  | +4   |
| 4    | SV Vespo          | 8   | 5 | 2 | 2 | 1 | 4  | 5  | -1   |
| 5    | SV Vitesse        | 3   | 5 | 0 | 3 | 2 | 3  | 7  | -4   |
| 6    | SV Uruguay        | 1   | 5 | 0 | 1 | 4 | 6  | 11 | -5   |

|  | Qualification pour le Buelta di 4 |
|  | T : Tenant du titre               |

### Buelta di 4
| Rang | Équipe            | Pts | J | G | N | P | Bp | Bc | Diff |  | Résultats (▼ dom., ► ext.) | AFl | Rea | Juv | Ves |
| ---- | ----------------- | --- | - | - | - | - | -- | -- | ---- |  | -------------------------- | --- | --- | --- | --- |
| 1    | Atlétiko Flamingo | 7   | 3 | 2 | 1 | 0 | 5  | 2  | +3   |  | Atlétiko Flamingo          |     | 3-1 | 0-0 | 2-1 |
| 2    | Real Rincon'T'C   | 6   | 3 | 2 | 0 | 1 | 7  | 4  | +3   |  | Real Rincon'T'C            |     |     | 2-1 | 4-0 |
| 3    | SV Juventus       | 4   | 3 | 1 | 1 | 1 | 3  | 2  | +1   |  | SV Juventus                |     |     |     | 2-0 |
| 4    | SV Vespo          | 0   | 3 | 0 | 0 | 3 | 1  | 8  | -7   |  | SV Vespo                   |     |     |     |     |

|  | Qualification pour la finale nationale                   |
|  | T : Tenant du titre C : Vainqueur de la Coupe de Bonaire |

### Finale nationale
| 8 juillet 2016 | Atlétiko Flamingo | 4 - 3 | Real Rincon |  |  |
|                |                   |       |             |  |  |

## Bilan de la saison
| Championnat de Bonaire de football 2015-2016 |                               |
| Champion                                     | Atlétiko Flamingo (1er titre) |
| Coupes et trophées                           |                               |
| Vainqueur de la Coupe de Bonaire 2015-2016   | Real Rincon                   |
| Qualifications continentales                 |                               |
| CFU Club Championship 2017                   | Aucun                         |
| Promotions et relégations                    |                               |
| Promus en Kampionato                         | Aucun                         |
| Relégués                                     | Aucun                         |